# Ingmarssönerna
Ingmarssönerna är en svensk stumfilm från 1919 regisserad av Victor Sjöström och baserad på inledningskapitlet i Selma Lagerlöfs roman Jerusalem.

## Handling
Ingmar och Brita älskar varandra, men allt går inte som det ska.

## Om filmen
Filmen premiärvisades 1 januari 1919. Som förlaga har man Selma Lagerlöfs roman Jerusalem, där man bara har använt de första 30 sidorna. Victor Sjöström följde senare under året upp filmen med att spela in fortsättningen av romanen, se: Karin Ingmarsdotter. Mest uppmärksamhet fick Harriet Bosse, som i filmen debuterade som filmskådespelare.

## Rollista (i urval)
- Victor Sjöström – Lill Ingmar Ingmarsson
- Harriet Bosse – Brita Eriksdotter i Bergskog, hans fästmö
- Tore Svennberg – Stor Ingmar
- Hildur Carlberg – mor Märta, Lill Ingmars mor
- Hjalmar Peters – Britas far, riksdagsman
- Svea Peters – Britas mor
- Gustaf Ranft – häradsdomaren
- William Ivarson – prosten
- Wilhelm Högstedt – Sven, dräng på Bergskog
- Jenny Tschernichin-Larsson – Kajsa, brödförsäljerska
- Axel Nilsson – rödfärgaren
- Emil Bergendorff – Sankte Per

### Webbkällor
- Ingmarssönerna på Svensk Filmdatabas